# Epiplema inelegans
Epiplema inelegans är en fjärilsart som beskrevs av W. Warren 1898. Epiplema inelegans ingår i släktet Epiplema och familjen Uraniidae. Inga underarter finns listade i Catalogue of Life.